# Полл, Сильвия
Сильвия Полл Аренс (англ. Sylvia Poll Ahrens, 24 сентября 1970) — коста-риканская пловчиха, первый олимпийский призёр в истории Коста-Рики.
Родители Сильвии иммигрировали в Никарагуа из Германии, и поселились в Манагуа. После землетрясения 1972 года, из-за его последствий, а также возрастания политической напряжённости в стране, они решили эмигрировать вместе с маленькими дочками на юг, в Коста-Рику.
В 1986 году, на Играх Центральной Америки и Карибского бассейна, Сильвия установила четыре рекорда Игр: в плавании свободным стилем на 200 и 400 м, а также в плавании на 100 и 200 м на спине. Эти рекорды продержались 20 лет; рекорды в плавании вольным стилем были побиты на Играх 2006 года младшей сестрой Сильвии — Клаудией.
В 1987 году Сильвия выступила на Панамериканских играх, где завоевала 3 золотых, 3 серебряных и 2 бронзовых медали.
В 1988 году на Олимпийских играх в Сеуле Сильвия Полл завоевала первую в истории Коста-Рики олимпийскую награду — серебряную медаль в плавании на 200 м вольным стилем (более секунды Полл уступила немке из ГДР Хайке Фридрих).
В 1991 году Сильвия завоевала золотую медаль Панамериканских игр в плавании 100 м на спине, и бронзовую медаль в этой же дисциплине — на Играх Тихоокеанского региона.